# Жунусов, Толеген
Толеген Жунусов (каз. Төлеген Жүнісов, 1895 года, аул № 7, Семпалатинская область, Российская империя — 1974 года, Каркаралинский район, Карагандинская область, Казахская ССР) — скотник колхоза «Уш-тобе» Каркаралинского района Карагандинской области. Герой Социалистического Труда (1949). Заслуженный мастер животноводства Казахской ССР (1957).

## Биография
С раннего возраста батрачил, занимаясь выпасом скота. Одним из первых вступил в колхоз «Уш-тобе» (с 1957 года — совхоз имени Фрунзе Каркаралинского района). Трудился рядовым скотником.
В 1947 году получил в среднем по 1090 грамм суточного привеса от каждой головы крупного рогатого скота, в 1948 году было получено по 1134 грамм суточного привеса от 93 голов крупного рогатого скота. За получение продуктивности животноводства в 1948 году указом Президиума Верховного Совета СССР от 12 июля 1949 года удостоен звания Героя Социалистического Труда с вручением ордена Ленина и золотой медали «Серп и Молот».
В колхозе «Уш-тобе» трудились также скотник Хасен Бекбосынов и чабан Нуржан Оспанов, удостоенные звания Героя Социалистического Труда этим же указом.
Работал в совхозе имени Фрунзе до выхода на пенсию в 1963 году. Скончался в 1974 году.